# 低サッサンドラ地方
低サッサンドラ地方（Bas-Sassandra）は、コートジボワールの地方。面積25,800km²。国土の南西部に位置する。首府はサン＝ペドロ。

## 設立まで
2011年の行政区画の再編により低サッサンドラ州から低サッサンドラ地方へ。

## 隣接行政区画
- メリーランド郡
- リバージー郡
- モンターニュ地方
- サッサンドラ＝マラウェ地方
- ゴー＝ジブア地方
- ラギューヌ地方

## 行政区画
- グボケレ州
- ナワ州
- サン＝ペドロ州